# Paralenguaje
El paralenguaje (para-, derivado del griego παρά- y lenguaje, derivado del provenzal lenguatge y del latín lingua) es un conjunto de elementos no verbales de la voz, es decir, es la forma en la que se expresan las palabras. Es uno de los elementos inseparables de la comunicación no verbal, junto con la kinésica, la proxémica y la cronémica. Está compuesto por las cualidades y los modificadores de la voz (por ejemplo: los distintos acentos, el volumen con el que se habla, la entonación, la velocidad y el ritmo empleados...), los sonidos fisiológicos y emocionales (por ejemplo: la risa, el llanto…), interjecciones y onomatopeyas, pausas y silencios…
A diferencia de la kinésica, no podemos percibir el paralenguaje de forma visual, ya que se expresa a través de los distintos tipos de sonido y entonaciones que emitimos con nuestra voz. Este tipo de lenguaje nos ayuda a entender mejor el contexto comunicativo, apoya a la comunicación verbal, la precisa y suple sus defectos. No es tan importante qué se dice, sino la manera en que se dice.
Un mismo contenido verbal puede interpretarse de forma distinta en función de estos componentes vocales que matizan una determinada comunicación de un mensaje. Por otro lado, también el paralenguaje puede entenderse de forma distinta según el contexto, es decir, el paralenguaje está sujeto a diferencias culturales. Un ejemplo sería una petición de matrimonio: en España, por ejemplo, si una persona le pregunta a otra si quiere casarse con él/ella y la segunda persona se queda en silencio, esa situación suele interpretarse como si le hubiera dicho “no”. Sin embargo, por el contrario, en países como Japón, si la segunda persona realiza un silencio después de que otra le haya formulado la misma pregunta, quiere decir que sí quiere contraer matrimonio con ésta.
El paralenguaje se presenta en el lenguaje tanto en la lengua hablada como en la escrita.

## Elementos paralingüísticos referentes a la voz
En primer lugar, hablaremos de los elementos paralingüísticos referentes a la voz, los cuales se pueden clasificar de la siguiente manera:
- Cualidades primarias
- Calificadores
- Diferenciadores
- Alternantes
- Silencio

### Cualidades primarias
Las cualidades primarias son los elementos que caracterizan a la persona: timbre, tono, volumen, velocidad, ritmo, cortesía y dicción.
- La entonación o tono de la voz varía de lo más agudo a lo más grave, dependiendo del estado emocional del hablante. Cuando este se encuentra ante una emoción intensa, el tono de voz  se vuelve más agudo, al igual que ocurre al final de realizar una pregunta, mientras que cuando concluimos una idea, el tono se torna más grave.
- El volumen con el que se habla también expresa la emotividad del hablante. Puede ser desde suave, a regular o fuerte. Mientras que una voz suave puede ser indicador de timidez o inseguridad, una voz fuerte da señas de seguridad, dominio o autoridad.
- El ritmo o fluidez es el orden acompasado de las palabras y los silencios. Puede ser monótono o variado, lento o rápido, fluido o entrecortado. Un ritmo muy apresurado revela excitación, lento da la idea de pasividad, muchas intermitencias son sinónimo de falta de interés o nerviosismo en el hablante… Lo ideal es un ritmo variado que sea acorde al contenido del mensaje.
- La dicción es articular y pronunciar de manera correcta los fonemas. En el ámbito coloquial es frecuente su omisión o confusión, y puede afectar la comprensión del mensaje además de que revela un bajo nivel cultural por parte del hablante. Ejemplos de esto podría ser "no lo llevamos" por "nos lo llevamos", "autoridá" por "autoridad", "haiga" por "haya", "puedanos" por "podamos", "octuso" por "obtuso".
- La cortesía constituye un lenguaje convencional que se superpone al mensaje con el fin de darle a este mayor eficacia e influir persuasivamente en el receptor. Está formado por conductas estereotipadas, por clichés o fórmulas verbales establecidas. De esto se pueden encontrar una gran variedad de ejemplos, como decir “salud” cuando alguien estornuda, que un hombre ceda el asiento o el paso a una mujer o una persona de mayor edad, tratar de “usted” a una persona para indicarle respeto…

### Calificadores
Los calificadores pueden ser también cualidades básicas, pero generalmente constituyen distintos tipos de voz: control respiratorio (espirado o ingresivo), control laríngeo (voz susurrante, áspera, estridente, ronca...), control mandibular (voz mascullante con la mandíbula cerrada), control articulatorio (voz ultracorrecta, confusa...), control de tensión articulatoria (voz tensa, relajada), control objetual (hablando y comiendo a la vez o con un cigarrillo en la boca), entre otros.

### Diferenciadores
Los diferenciadores modifican cualitativamente las palabras, pero pueden también ocurrir independientemente como reacciones fisiológicas o emocionales: risa, llanto (de tristeza, emoción, gozo, ansiedad, etc.), grito (de agresión, dolor, alarma), suspiro (fisiológico, de placer, nostalgia, sorpresa, alivio, etc), bostezo (de sueño, aburrimiento), tos (fisiológico, llamando la atención, de ansiedad, etc.), carraspeo (fisiológico, de tensión, para advertir a alguien de algo, etc.), escupir, eructar, tener hipo o estornudar, entre otros.

### Alternantes
Los alternantes son “cuasipalabras”, identificables y clasificables fonética y funcionalmente, y utilizados tan semánticamente como las palabras, pero la mayoría de los cuales necesitan nombres y verbos para designarlos, así como representación gráfica: clics, siseos, bisbiseos, gruñidos, imitaciones de sonidos, llamadas a animales, etc.

### Silencio
El silencio también se considera un elemento paralingüístico, ya que en la mayoría de situaciones comunicativas este elemento está cargado de información, como hemos visto en el ejemplo anterior de la petición de matrimonio. El silencio es la ausencia de sonido y, en el ámbito de la comunicación, la abstención de hablar. Sin embargo, que no haya sonido no siempre quiere decir que no haya comunicación. El silencio ayuda en pausas reflexivas que sirven para tener más claridad de los actos. El silencio es igual de importante que el sonido.

## Elementos paralingüísticos referentes a la escritura
Por otro lado, el paralenguaje en la comunicación escrita se encuentra formado por diferentes códigos, los cuales son:

### Distribución espacial
La distribución espacial se basa en el carácter visual de la escritura con el fin de darle expresividad a la ubicación de las partes del texto: centrar los títulos, dejar renglones vacíos, cortar los renglones… En los periódicos, un texto en la portada, con mayor extensión o en la parte superior de esta, indica mayor importancia. La distribución se encuentra estrictamente codificada en el párrafo, en los verbos, en la división temática de un texto…

### Tipografía
La tipografía se refiere tanto a la forma física de las letras, como el tamaño, trazo, tipo, modelo, como al uso de otros símbolos. Por ejemplo, para destacar la importancia de una palabra se puede utilizar mayúsculas, negrita, cursiva, subrayado, o el uso de distintos tipos de letra según convenciones sociales, como es el caso de los textos manuscritos, que son más personales y auténticos, los mecanografiados dan un carácter más formal y oficial, y los impresos son textos con un carácter más público.

### Puntuación
La puntuación es el conjunto de signos que expresan entonación y volumen (¿?!¡), organización temática y ritmo (.,:_-) y equivale al paralenguaje oral.

### Ortografía
La ortografía es un código paralingüístico que puede afectar al significado de las palabras y que revela en grado cultural de quién escribe. Errores de puntuación, de ortografía, son elementos que pueden tergiversar el sentido del mensaje o crear un contexto confuso e ininteligible, es por ello que tengan una importancia fundamental en la comunicación escrita. Es evidente lo que está ocurriendo actualmente a la hora comunicarnos por medios electrónicos, omiten estos códigos paralinguisticos (puntuación y ortografía) debido fundamentalmente a la rapidez, lo que ha generado un lenguaje carente de matices y en muchas ocasiones con imprecisiones.